# Police XI Sporting Club
Il Police XI Sporting Club è una squadra di calcio botswana con sede nella città di Otse.

## Palmarès
- Premier League: 1 titolo (2006)

## Presenze alle competizioni internazionali
- CAF Champions League:
  - 2006: turno preliminare
  - 2007: turno preliminare
- Coppa CAF:
  - 1999: primo turno